# Obsjtina Văltjidol
Obsjtina Văltjidol (bulgariska: Община Вълчидол) är en kommun i Bulgarien.   Den ligger i regionen Oblast Varna, i den östra delen av landet, 300 km öster om huvudstaden Sofia.
Obsjtina Văltjidol delas in i:
- Bojana
- Brestak
- Vojvodino
- General Kiselovo
- General Kolevo
- Dobrotitj
- Esenitsa
- Izvornik
- Kalojan
- Karamanite
- Michalitj
- Oborisjte
- Radan vojvoda
- Stefan Karadzja
- Tjerventsi